# امادام
امادام (به انگلیسی: Ammadam) یک منطقهٔ مسکونی در هند است که در کرالا واقع شده‌است.